# Herrera de Alcántara (kommunhuvudort)
Herrera de Alcántara är en kommunhuvudort i Spanien.   Den ligger i provinsen Provincia de Cáceres och regionen Extremadura, i den västra delen av landet, 300 km väster om huvudstaden Madrid. Herrera de Alcántara ligger 258 meter över havet och antalet invånare är 281.
Terrängen runt Herrera de Alcántara är varierad. Runt Herrera de Alcántara är det mycket glesbefolkat, med 4 invånare per kvadratkilometer. Närmaste större samhälle är Cedillo, 8,0 km väster om Herrera de Alcántara. Omgivningarna runt Herrera de Alcántara är huvudsakligen savann.